# 龍之子製作
株式會社龍之子製作（株式会社タツノコプロ，2013年之前公司名原是以漢字方式寫作，並常被簡稱為或），為一間日本動畫製作公司。1962年由當時備受讚賞的動畫界先驅者吉田龍夫跟其弟吉田健二及吉田豐治成立。這製片廠的名稱在日文中含有雙重意義——（Tatsu）是吉田龍夫的暱稱，因此可解釋作「龍夫之子」，但同時在日文中「龍之子」實際上是海馬之意，這也是該公司的商標是一隻海馬的原因。

## 歷史
龍之子製作成立以後，專注於電視製作；這與競爭對手東映動畫主要參與特攝片有所不同，東映動畫那時也只是剛起步涉足電視製作而已。龍之子的處子之作為電視動畫《宇宙王牌》，及後也跟業界的傳奇人物真下耕一、押井守、庵野秀明（參與《新世紀福音戰士》的動畫製作）、笹川浩、山田勝久等合作。較出色的動畫被製成了翻譯後製版本，當中笹川浩的《馬赫GoGoGo》（マッハGoGoGo）、《科學小飛俠》及《功夫貓黨》都成功令世界注視日本動畫。
龍之子的動畫作品題材和取名都較科學化。但童話式的奇幻故事，如1970年代、1980年代的《小蜜蜂》、以及《聖經》為本的《動畫親子劇場》均同樣是龍之子出品。
1982年，龍之子提供《超時空要塞》電視動畫製作支援，換取海外的動畫和周邊商品發行權。1984年，龍之子授權Harmony Gold於北美發行此作。及後因Harmony Gold於北美、歐洲等地註冊《超時空要塞》商標，此舉大大損害了主要贊助商Big West的權益，Big West因而在2000年對龍之子提出了訴訟。2003年，法院裁定，龍之子有《超時空要塞》電視動畫（1982年版）的發行權，但不包括原有人物設計及機械設計的擁有權。
2005年，特佳麗購入了龍之子的大部份股份。2006年，龍之子變成了特佳麗多美的附屬分支。
部份知名的日本動畫公司都跟龍之子有淵源。1979年成立的Studio Pierrot，是前龍之子Production的員工籌組。1987年成立的Production I.G，初期的社名為IG龍之子（IGタツノコ），是從龍之子Production分拆出來的；Production I.G的分支XEBEC，也因此能追溯至龍之子的份上。Bee Train創辦人真下耕一也曾為龍之子工作。
2010年6月2日，I.G. Port（Production I.G的母公司）宣佈購入龍之子的少部份股權，Production I.G的主席兼行政總裁石川光久加入龍之子Production兼任監督。
2014年1月29日，日本電視控股自特佳麗多美取得龍之子54.3%股份，正式收購龍之子；剩餘的20%股份由特佳麗多美繼續保有。

## 主要作品
基於發行商、播放機構、或坊間俗成等問題，部份動畫的譯名並未統一。

### 電視動畫

#### 1960年代
- 宇宙王牌（日语：宇宙エース）（1965年－1966年）
- 馬赫GoGoGo（マッハGoGoGo）（1967年－1968年）－第1作。
- 萬能怪獸（おらぁグズラだど）（1967年－1968年）－第1作。
- 原始小子多卡欽（日语：ドカチン）（1968年－1969年）
- 紅三四郎（日语：紅三四郎）(1969年）
- 噴嚏大魔王，又譯糊塗魔術師（ハクション大魔王）（1969年－1970年）

#### 1970年代
- 小蜜蜂（昆虫物語 みなしごハッチ）（第1部，1970年-1971年）
- 土包子大將（日语：いなかっぺ大将）（1970年-1972年）
- 河馬與嘟嘟（日语：カバトット）（1971年-197年2）
- 動畫紀錄片 決斷（アニメンタリー 決断）（1971年，只制作至25話）
- 小木偶（日语：樫の木モック）（1972年）
- 『科學小飛俠』系列

科學小飛俠（科学忍者隊ガッチャマン）（1972年-1974年）
科學小飛俠II（科学忍者隊ガッチャマンII）（1978年-1979年）
科學小飛俠F（科学忍者隊ガッチャマンF）（1979年-1980年）
- 怪傑多摩龍（日语：かいけつタマゴン）（1972年-1973年）
- 小青蛙（日语：けろっ子デメタン）（1973年）
- 再造人卡辛（新造人間キャシャーン）（1973年-1974年）
- 新小蜜蜂（日语：#昆虫物語 新みなしごハッチ昆虫物語 みなしごハッチ）（第2部，1974年）
- 破裏拳旋風俠（日语：破裏拳ポリマー）（1974年-1975年）
- 瓢蟲之歌（てんとう虫の歌） （1974年-1976年）
- 宇宙騎士（宇宙の騎士テッカマン）（1975年）
- 『救難小英雄系列（日语：タイムボカンシリーズ）』（第1-3部）

救難小英雄（タイムボカン）（1975年-1976年）
小雙俠（ヤッターマン）（1977年-1979年）
Z超人（1979年-1980年）
- 小英雄（ゴワッパー5 ゴーダム）（1976年）
- 小寶歷險記（ポールのミラクル大作戦）（1976年-1977年）
- 棒球少年貫太（日语：一発貫太くん）（1977年-1978年）
- 彩雲仙子（日语：風船少女テンプルちゃん）（1977年-1978年）
- 萬能賽車飛龍號（日语：とびだせ!マシーン飛竜）（與東映共同製作，1977年）
- 黑豹傳奇（闘士ゴーディアン）（1979年-1981年）

#### 1980年代
- 森林裡的快樂小精靈們貝爾菲與利利比特（日语：森の陽気な小人たちベルフィーとリルビット）（1980年）
- 『救難小英雄系列（日语：タイムボカンシリーズ）』（第4-7部）

時空巡警隊救助超人（1980年-1981年）
大巨神（1981年-1982年）
逆轉王（1982年-1983年)）
頂尖超人（1983年）
- 無比敵戰士（日语：とんでも戦士ムテキング）（1980年-1981年）
- 海底大戰爭 愛的20000海浬（海底大戦争 愛の20000マイル）(1981年）
- 黃金戰士（ゴールドライタン）（1981年）
- 坂本勝平（日语：ダッシュ勝平）（1981年-1982年）
- 『聖書動畫系列』（聖書アニメシリーズ）

動畫親子劇場（1981年-1982年）
飛行屋（1982年-1983年）
探偵團（1983年）
- 『超時空系列（日语：超時空シリーズ）』（

超時空要塞（超時空要塞マクロス）（1982年-1983年）
超時空世紀（超時空世紀オーガス）（1983年-1984年）
超時空騎團（超時空騎団サザンクロス）（1984年）
- 未來警察浦島人（未来警察ウラシマン）（1983年）
- 太空戰神（機甲創世記モスピーダ）（1983-1984年）
- 宇宙泰山（日语：OKAWARI-BOY スターザンS）（1984年）
- 車博士（日语：よろしくメカドック）（1984年-1985年）
- 燃燒的玫瑰（炎のアルペンローゼ ジュディ&ランディ）（1985年）
- 昭和笨蛋小說笨蛋第1名！（日语：昭和アホ草紙 あかぬけ一番）（1985年-1986年）
- 光之傳說（光の伝説）（1986年）
- 褞袍超人（ドテラマン）（1986年-1987年）
- 紅色光彈Zillion（日语：赤い光弾ジリオン）（1987年）
- 萬能怪獸（おらぁグズラだど）（重製版，1987年-1988年）
- 天空戰記（天空戦記シュラト）（1989年-1990年）
- 小蜜蜂寻亲记（昆虫物語 みなしごハッチ）（重製版，1989年-1990年）

#### 1990年代
- 功夫貓黨（キャッ党忍伝てやんでえ）（1990年-1991年）
- 羅賓漢大冒險（ロビンフッドの大冒険）（第1季:1990年-1991年，第2季:1992年）
- 宇宙騎士BLADE（宇宙の騎士テッカマンブレード）（1992年-1993年）
- 無責任艦長（無責任艦長タイラー）（1993年）
- 白雪公主傳說（日语：白雪姫の伝説）（1994年）
- 新世纪福音战士（新世紀エヴァンゲリオン）（與GAINAX共同製作，1995年-1996年)
- Dokkan!機器人田唐（日语：ドッカン!ロボ天どん）(1995年-1996年)
- 灰姑娘物語（シンデレラ物語）（1996年）
- 馬赫GoGoGo（マッハGoGoGo）（重製版，1997年）
- 生化體（日语：ジェネレイターガウル）（1998年）
- 世紀末傳說 美麗龍之子世界（世紀末伝説ワンダフルタツノコランド）（1999年）

#### 2000年代
- 怪盜小雙俠（日语：タイムボカン2000 怪盗きらめきマン）（2000年）
- The Soul Taker 〜魂狩〜（日语：The Soul Taker 〜魂狩〜）（2001年）
- 噴嚏大魔王之小哈欠（日语：よばれてとびでて!アクビちゃん）（2001年-2002年）
- 小哈欠（日语：アクビガール）（2006年）
- 小雙俠（ヤッターマン (第2作)）（2008年-2009年）
- 再造人卡辛 Sins（日语：キャシャーン Sins）（總承包商：MADHOUSE，企劃、製作、各話製作協力，2008年-2009年）
- 戰鬥陀螺 鋼鐵奇兵（メタルファイト ベイブレード）（製作協力：小學館音樂數位娛樂（日语：小学館ミュージック&デジタル エンタテイメント）、Synergy SP，2009年-2010年）

#### 2010年代
- SKET DANCE（2011）
- 星光少女 極光之夢（プリティーリズム・オーロラドリーム)）（2011年-2012年）
- C（2011）
- 星光少女 美夢成真（プリティーリズム・ディアマイフューチャー）（與DONGWOO ANIMATION與共同制作，2012年-2013年）
- 星光少女 彩虹舞台（プリティーリズム・レインボーライブ）（與DONGWOO ANIMATION共同制作，2013年-2014年）
- 人魚又上鉤（波打際のむろみちゃん）（2013年）
- 科學小飛俠Crowds（ガッチャマン クラウズ）（2013年）
- 夜櫻四重奏 ～花之歌～（夜桜四重奏 〜ハナノウタ〜）（2013年）
- Wake Up, Girls!（與Ordet共同製作、2014年）
- 乒乓 THE ANIMATION（ピンポン THE ANIMATION）（2014年）
- 星光少女 群星閃耀（プリティーリズム・オールスターセレクション）（2014年）
- PSYCHO-PASS 心靈判官2（PSYCHO-PASS サイコパス2）（2014年）
- 星光樂園（プリパラ）（與DONGWOO ANIMATION共同制作，2014年-2017年）
- 夜晚的小雙俠（夜ノヤッターマン）（2015年）
- 科學小飛俠Crowds Insight（ガッチャマン クラウズ インサイト）（2015年）
- 魔法護士小麥R（ナースウィッチ小麦ちゃんR）（2016年）
- 救難小英雄24（タイムボカン24）（2016年-2017年）
- 偶像時間星光樂園（アイドルタイムプリパラ）（與DONGWOO ANIMATION共同制作，2017年-2018年）
- 不要輸！！惡之軍團！（まけるな!!あくのぐんだん!）（2017年）
- Infini-T Force（2017年）
- 救難小英雄 逆襲的三惡人（タイムボカン 逆襲の三悪人）（2017年-2018年）
- 閃躍吧！星夢☆頻道（キラッとプリ☆チャン）（與DONGWOO ANIMATION共同制作，2018年-2021年）
- 笑容的代價（エガオノダイカ）（2019年）[4]
- 星光少男 KING OF PRISM -Shiny Seven Stars-（2019年）

#### 2020年代
- 噴嚏大魔王2020（ハクション大魔王2020）（與日本動畫公司共同製作，2020年）
- 扰乱 雪與血的公主（擾乱 THE PRINCESS OF SNOW AND BLOOD）（以BAKKEN RECORD名義製作，2021年）
- 美妙全友精选集（日语：プリティーオールフレンズセレクション）（与DONGWOO ANIMATION共同制作，2021年）
- 無敵俠 舞動的英雄（日语：MUTEKING THE Dancing HERO）（與手塚製作共同制作，2021年）
- 再得一勝！（もういっぽん！）（以BAKKEN RECORD名義製作，2023年）
- 英雄傳說 閃之軌跡 北方戰爭（The Legend of Heroes 閃の軌跡 The Northern War）（2023年）
- Turkey!（以BAKKEN RECORD名義製作，2025年）
- 巨人大小姐（ジャイアントお嬢様）（時間未定）

### Web动画
- IDOL LAND 星光樂園（アイドルランドプリパラン）（2021年）
- exception（以BAKKEN RECORD名义与5（Five）共同制作，时间未定）

### OVA

#### 1980年代
- 太空戰神 Love Live Alive（機甲創世記モスピーダ LOVE , LIVE , ALIVE）（1985年）
- 超時空要塞 Flash Back 2012（超時空要塞マクロス Flash Back 2012）（1987年）
- 紅色光彈Zillion 歌姬夜曲（日语：赤い光弾ジリオン 歌姫夜曲#OVA）（1988年）
- 天空戰記 天空界紀念館（天空戰記シュラト 天空界メモリアルズ）（1989年）

#### 1990年代
- 天空戰記 創世前的暗鬥（天空戰記シュラト 創世への暗闘）（1991年）
- 再造人卡辛（キャシャーン）（1993年-1994年）
- 時間飛船 王道復古（日语：タイムボカン王道復古）（1993年-1994年）
- GATCHAMAN[[[Wikipedia:格式手册/链接#章節|錨點失效]]]（1994年-1995年）
- 宇宙骑士II（日语：宇宙の騎士テッカマンブレードII）（1994年-1995年）
- 新·破裏拳旋風俠（日语：破裏拳ポリマー#新・破裏拳ポリマー）（1996年-1997年）

#### 21世紀
- 魔法護士小麥（ナースウィッチ小麦ちゃんマジカルて）（與京都動畫共同制作到第二話止，2002年-2004年）
- 魔法護士小麥Z（ナースウィッチ小麦ちゃんマジカルてZ）（2004年-2005年）
- 鸦 -KARAS-（2005年-2007年）
- 夜櫻四重奏 ～星之海～（夜桜四重奏 〜ホシノウミ〜）（2010年-2011年）
- 怪物王女（怪物王女）（2010年-2011年）
- 小鎮有你（君のいる町）（2012年）
- 一發必中!! Devander（日语：一発必中!! デバンダー）（2012年）
- 變形金剛：參乘合體變形金剛Go！（日语：参乗合体 トランスフォーマーGo!）（2013年-2014年）
- 夜櫻四重奏 ～月之泣～（夜桜四重奏 〜ツキノナク〜）（2013年-2014年）

## 出身者
- 天野嘉孝（現別名天野喜孝）（插畫家）
- 池端俊策（日语：池端俊策）（編劇）－大學畢業之後，在龍之子上班半年。
- 大河原邦男（機械設計師）
- 布川郁司（動畫製作者）
- 窪詔之（動畫師）
- 小山高男（現別名小山高生）（編劇）
- 鳥海盡三（日语：鳥海尽三）（編劇）
- 柳川茂（脚本家）
- 酒井昭義（日语：酒井あきよし）（編劇）
- 下元明子（現筆名河井ノア（日语：河井ノア））（繪本作家）
- 高田明美（人物設計師、插畫家）
- 押井守（動畫演出家、電影導演）
- 笹川浩（動畫演出家）
- 鳥海永行（日语：鳥海永行）（動畫演出家）
- 西久保利彥（西久保瑞穗）（動畫演出家）
- 真下耕一（動畫演出家）
- 植田秀仁（動畫演出家）
- 中村光毅（動畫美術、機械設計師）
- 天馬正人（たつみ勝丸）（漫畫家）
- 秋本治（漫畫家）
- 內山守（日语：内山まもる）（漫畫家）
- 綾秀夫（日语：あや秀夫）（漫畫家）
- 一丸正信（日语：一丸正信）（漫畫家）
- 森藤嘉宏（日语：森藤よしひろ）（漫畫家）
- （繪本作家）
- UPLIFT（伊平崇耶）（作詞家、製作人、構成作家）
- 南家講二（日语：南家こうじ）（動畫作家）
- 落合茂一（動畫製作人）
- 赤堀悟（編劇、小說家）－事實上雖然不是龍之子正式的員工出身，但是在動畫《天空戰記》曾經以小山高生的編劇集團成員身份與龍之子簽約之後負責文藝擔當[5]。

## 由龍之子製作出身OB獨立出來的公司
- Kino Production（日语：きのプロダクション）（木下敏治（日语：木下としお））
- 葦Production（前稱 PRODUCTION REED，佐藤俊彥、加藤博）
  - Actas（加藤博）
- Studio Pierrot（布川郁司、鳥海永行、案納正美）
- Production I.G（石川光久）
  - BEE TRAIN（真下耕一、堀川憲司）
  - P.A.WORKS（堀川憲司）
- J.C.STAFF（宮田知行）
- TNK（加藤長輝）
- A-Line（日语：エー・ライン）（橋本和典）
- （小山高生）
- ANIMATION21（笹川浩、杉井興治、栃平吉和、原征太郎）[6]
- Studio Unicorn（栃平吉和）[6]
  - 旗艦工作室（Pierrot PLUS（今 St.Signpost），栃平吉和）
- 鳥Pro.（鳥海盡三、酒井昭義、陶山智）
  - 鳳工房（日语：鳳工房）（鳥海盡三）
- 龍Production（永井昌嗣）
- Arts Pro.（本田保則）
- Marix（向井稔）
- Design Office Mecaman（日语：デザインオフィス・メカマン）（中村光毅、大河原邦男）－負責動畫背景製作的公司。
- Production-ai（新井寅雄）－負責動畫背景製作的公司。
- STUDIO EASTER（東潤一）－負責動畫背景製作的公司。
- STUDIO TARGE（日语：スタジオ・タージ）（土屋透治）－負責動畫上色的公司。

### 已經解散的公司
- ARTMIC（日语：アートミック）（鈴木敏充）－1997年倒閉之後解散。其作品的所有相關版權由AIC取得。
- GREEN BOX（日语：グリーン・ボックス）（佐藤光雄）－1982年倒閉之後解散。
- RADIX（植田基生，1996年加入）－2006年10月1日被Wedge Holdings吸收之後解散。之後其子公司在2007年2月1日與Wedge Holdings的旗下企業合併。後由新成立的ZERO-G取得其作品的所有相關版權。

## 外部連結
- （日語）龍之子製作的官方網站 （页面存档备份，存于）
- （日語）龍之子製作的X（前Twitter）
- （日語）龍之子製作的公式線上商店 （页面存档备份，存于）
- （英文）Tasunoko Pro.的官方網站 （页面存档备份，存于）